# Eleanor Cabot Bradley Estate

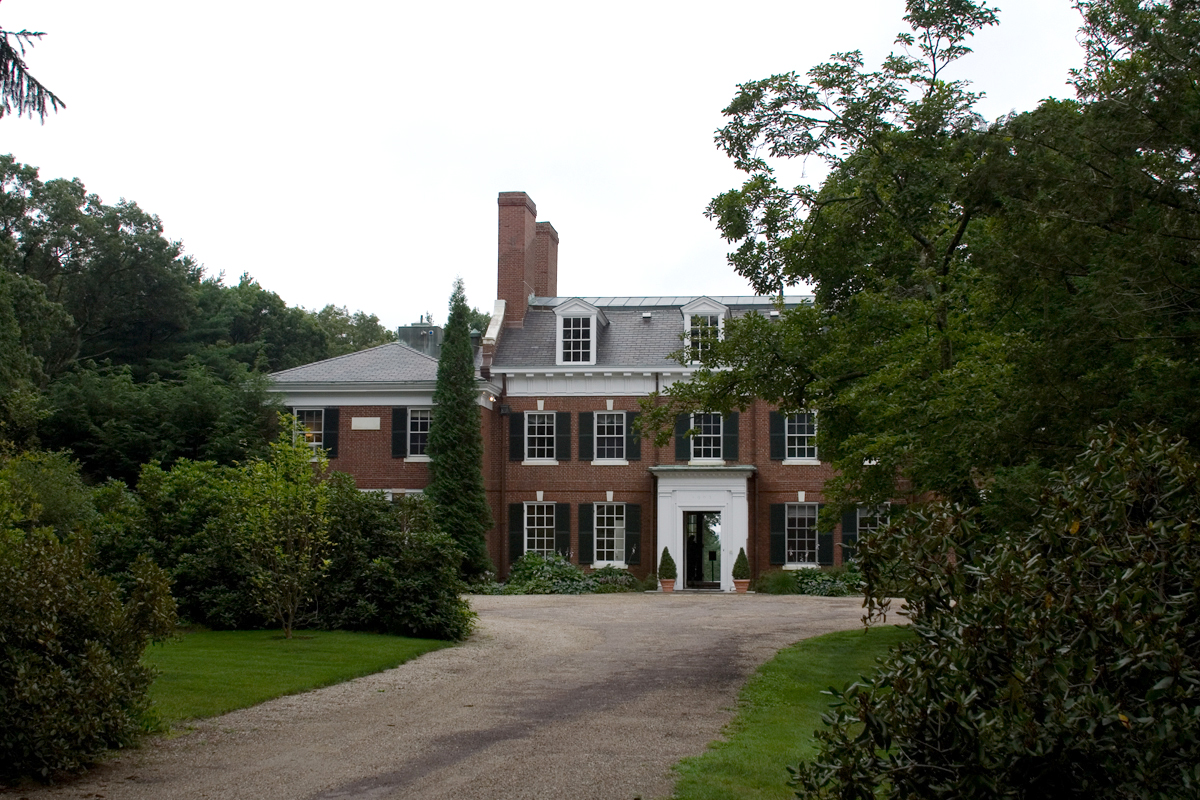
Das Haus von der Zufahrt aus gesehen

Das Eleanor Cabot Bradley Estate ist ein 1902 errichtetes Landhaus in Canton im Bundesstaat Massachusetts der Vereinigten Staaten. Es wird ebenso wie das dazugehörige 90 Acres (36,4 ha) umfassende Grundstück von der Organisation The Trustees of Reservations verwaltet.

## Geschichte
Im späten 19. Jahrhundert erbte der Arzt und Chirurg Arthur Tracy Cabot den Familienbesitz und ließ auf dem Grundstück 1902 von dem damals weithin bekannten und auf Landhäuser spezialisierten Architekten Charles A. Platt das noch heute stehende Haus mit den umgebenden Anlagen errichten. Cabot starb 1912 und hinterließ Grundstück und Haus seiner Witwe Susan. 1945 gelangten seine Nichte Eleanor Cabot Bradley (die Tochter seines Bruders Godfrey Lowell Cabot) und ihr Ehemann Ralph Bradley in den Besitz des Anwesens und erweiterten die Anlage um Teiche, einen Kameliengarten sowie ein Kunstatelier. Dabei veränderten sie die vorhandene Gartengestaltung und Bepflanzung nicht und erhielten so das ursprüngliche Aussehen des Anwesens.
1991 schenkte Eleanor Cabot Bradley in ihrem Testament den ihr gehörenden Anteil des Anwesens den Trustees of Reservations, die 1999 weitere Teilbereiche erwerben konnten.

## Haus und Gartenanlagen
Das Anwesen befindet sich nicht weit entfernt von der betriebsamen Massachusetts Route 128 und bietet einen ruhigen Rückzugsort. Besonders erwähnenswert ist der mit gitterartigen Mauern umgebene Garten im Italianate-Stil, der das Kernstück von Platts architektonischem Konzept darstellt. Die streng formale Gestaltung des Gartens wird zugleich unterstützt und kontrastiert durch Anpflanzungen von Rhododendron, Azaleen und Hartriegel-Gewächsen.
Weiterhin bieten sich den Besuchern einige Landwirtschaftsgebäude – ein kleiner Bauernhof ist heute noch in Betrieb – und 15 Acres (6,1 ha) offene Flächen an. Die äußeren Bereiche des Anwesens umfassen weitere 60 Acres (24,3 ha) Wald- und Feuchtgebiete, die von 3 mi (4,8 km) Wanderwegen durchzogen sind.
Das Gelände ist täglich von Sonnenaufgang bis Sonnenuntergang kostenfrei zugänglich, das Haus selbst ist für Besucher jedoch nicht geöffnet. An Wochenenden finden dort häufig Hochzeiten statt, weshalb an diesen Tagen regelmäßig der Garten und die unmittelbare Umgebung des Hauses gesperrt sind. Die Trustees haben eine Reihe von Verhaltensregeln für das Anwesen festgelegt.